# Anneliese Sprengler-Ruppenthal
Anneliese Sprengler-Ruppenthal (geborene Ruppenthal; * 13. September 1923 in Altona; † 21. März 2016 in Hamburg) war eine deutsche Kirchenhistorikerin.

## Leben und Wirken
Ihr Vater Karl Ruppenthal war in Hamburg als Architekt tätig. Die Mutter Helene, geborene Jebens, war vor ihrer Eheschließung Diakonie- und Gemeindeschwester in Hamburg. Sprengler-Ruppenthal besuchte das Realgymnasium Klosterschule in Hamburg, studierte dort 1943 zunächst Medizin. Nach der Zerstörung des Elternhauses durch britische Fliegerbomben im Juli 1943 setzte sie das Studium in Göttingen fort. Gegen Ende des Krieges wurde sie zum Notdienst eingezogen und arbeitete im Lazarett Ilsenburg/Harz. Nach dem Krieg erhielt sie den Studienplatz nicht wieder, weil die männlichen Kriegsteilnehmer den Vortritt hatten. Nach einem Katechetenkursus der Hannoverschen Landeskirche wechselte sie zur Theologie. Im Studium legte sie zunehmend ihren Schwerpunkt auf die Kirchengeschichte. 1950 promovierte sie bei Hermann Dörries über Gebete für den Herrscher im frühmittelalterlichen Abendland und verwandte Anschauungen im gleichzeitigen Schrifttum. Diese Arbeit brachte sie in näheren Kontakt zum Historiker Percy Ernst Schramm und mit der Geschichte überhaupt, so dass sie auch noch einige Semester Geschichte belegte.

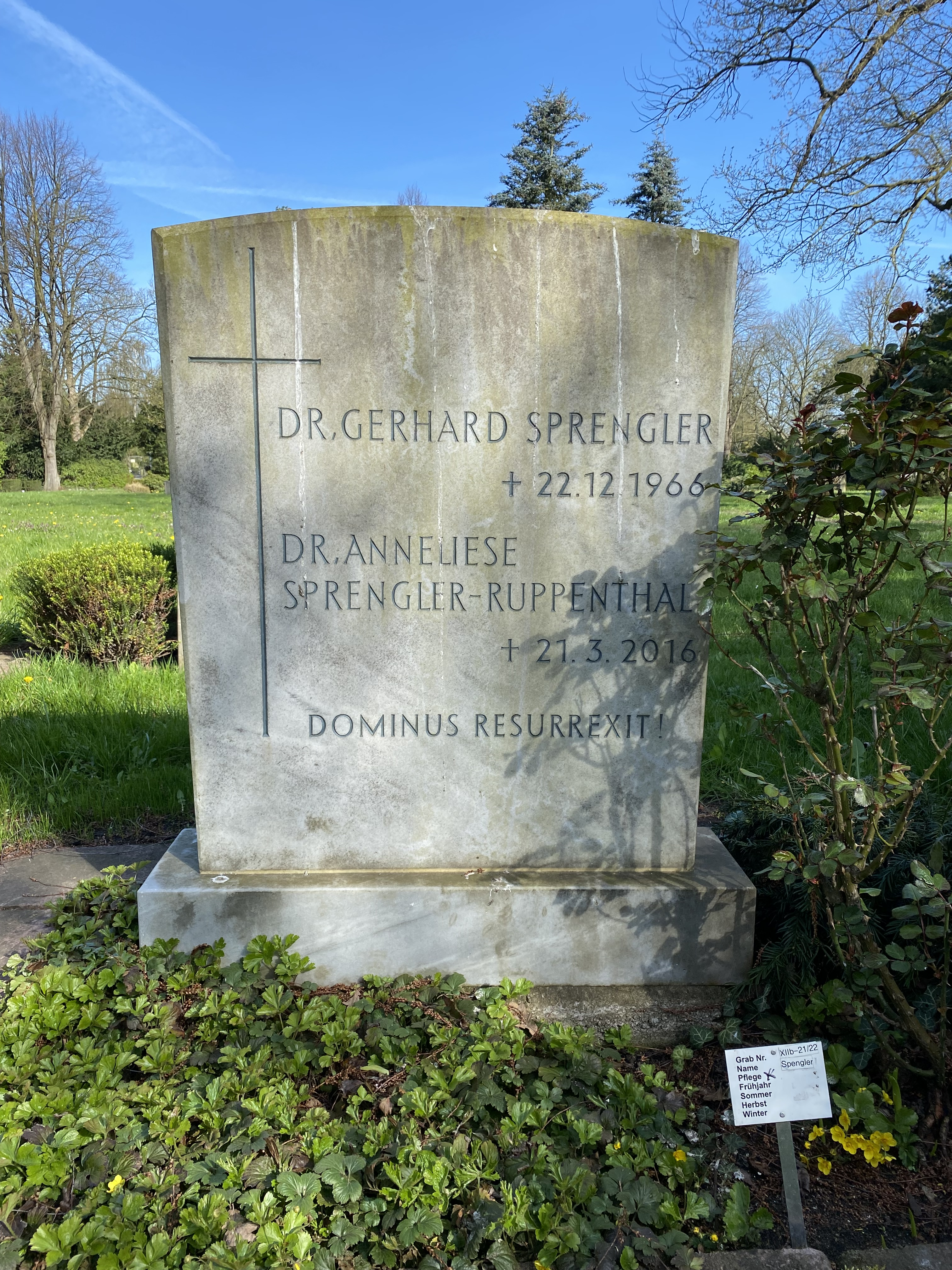
Grabstätte auf dem Hamburger Friedhof Bornkamp

Inzwischen hatte sie zuerst auf Bitten des Verlegers Günther Ruprecht an einem Schulbuch für die Oberstufe an Gymnasien zusammen mit Martin Rang gearbeitet: Der Christusglaube, ein Quellenbuch zur Kirchengeschichte, das acht unveränderte Auflagen erlebte. Dann folgte sie einer Aufforderung von Rudolf Smend, ihre Dienste in das von ihm geleitete Institut für evangelisches Kirchenrecht der EKD zu stellen. Kurzfristig wurde sie als Sekretärin beschäftigt. Eine Zeitlang war sie in der Eherechtskommission der EKD als Referentin tätig. Dann wurde sie mit der Bearbeitung der niedersächsischen Kirchenordnungen des 16. Jahrhunderts in der von Emil Sehling 1902 begonnenen Reihe beauftragt. An Band VI der Gesamtreihe hatte vorher schon Annelies Ritter gearbeitet, und Sprengler bekam die Weisung, sie eiligst fertigzustellen. Es handelte sich um die Kirchenordnungen der welfischen Lande. Die Bände erschienen 1955 (VI,1) und 1957 (VI,2). Ihre eigentliche Aufgabe war es, die Kirchenordnungen der außerwelfischen Lande Niedersachsens zu bearbeiten. Nachdem sie 13 Jahre als Mitarbeiterin im Institut tätig gewesen war, habilitierte sie sich 1965 auf Anregung von Ernst Wolf mit einer Arbeit über die niederländische Fremdengemeinde in London. Im Frühjahr 1966 wurde sie zur Universitätsdozentin an der Universität Göttingen ernannt, 1970 zur außerplanmäßigen Professorin und 1978 zur Universitätsprofessorin für Kirchengeschichte und kirchliche Rechtsgeschichte. Nach ihrer Emeritierung zog sie Ende 1986 in ihre Heimatstadt Hamburg zurück. Auf Bitten von Bernhard Lohse lehrte sie noch einige Jahre an der Theologischen Fakultät der Universität Hamburg als Gastprofessorin. Ihre Arbeit an den Kirchenordnungen fand im Ruhestand ihre Fortsetzung. Der Schwerpunkt ihrer Untersuchungen betraf die Bedeutung des kanonischen Rechts für die reformatorische Kirchenrechtsbildung. Diesbezüglich u. a. Mitarbeit an „Canon Law in Protestant Lands“ initiiert und herausgegeben von Richard Helmholz, Law School, University Chicago, bis 1992.
Anneliese Sprengler-Ruppenthal war mit Pfarrer Gerhard Sprengler (1899–1966) verheiratet, der Pastor der heutigen Martin-Luther-Gemeinde der SELK in Göttingen war. Die gemeinsame Grabstätte befindet sich auf dem Friedhof Bornkamp im Hamburger Stadtteil Bahrenfeld.

## Schriften (Auswahl)
- Edition der niedersächsischen Kirchenordnungen des 16. Jahrhunderts in:  Die evangelischen Kirchenordnungen des XVI. Jahrhunderts. Bes. Band VII,1 (1963) und VII,2 (1980).
- Mysterium und Riten nach der Londoner Kirchenordnung der Niederländer (1550–1565). Wien/Graz 1967.
- Die Bremer Kirchenordnung von 1534, Edition und Untersuchungen. In: Zeitschrift der Savigny-Stiftung für Rechtsgeschichte. Bd. 113, Kan. Abt. LXXXII, 1996, S. 107–126; Zeitschrift der Savigny-Stiftung für Rechtsgeschichte. Bd. 114, Kan. Abt. LXXXIII, 1997: als CD Bremen 2013 (Einleitung).
- Gesammelte Aufsätze zu den Kirchenordnungen des 16. Jahrhunderts (= Ius ecclesiasticum. Bd. 74). Tübingen 2004
- Autobiographie in drei Bänden. Norderstedt 2005–2007.
- Kleine Essays und Nachträge zu den Kirchenordnungen des 16. Jahrhunderts. Hamburg 2011.
- Freie und Hansestadt Hamburg. Parkanlagen. Berühmte Leute für und in Hamburg. Gedichte. Hamburg 2014.